# Río Ibaizábal

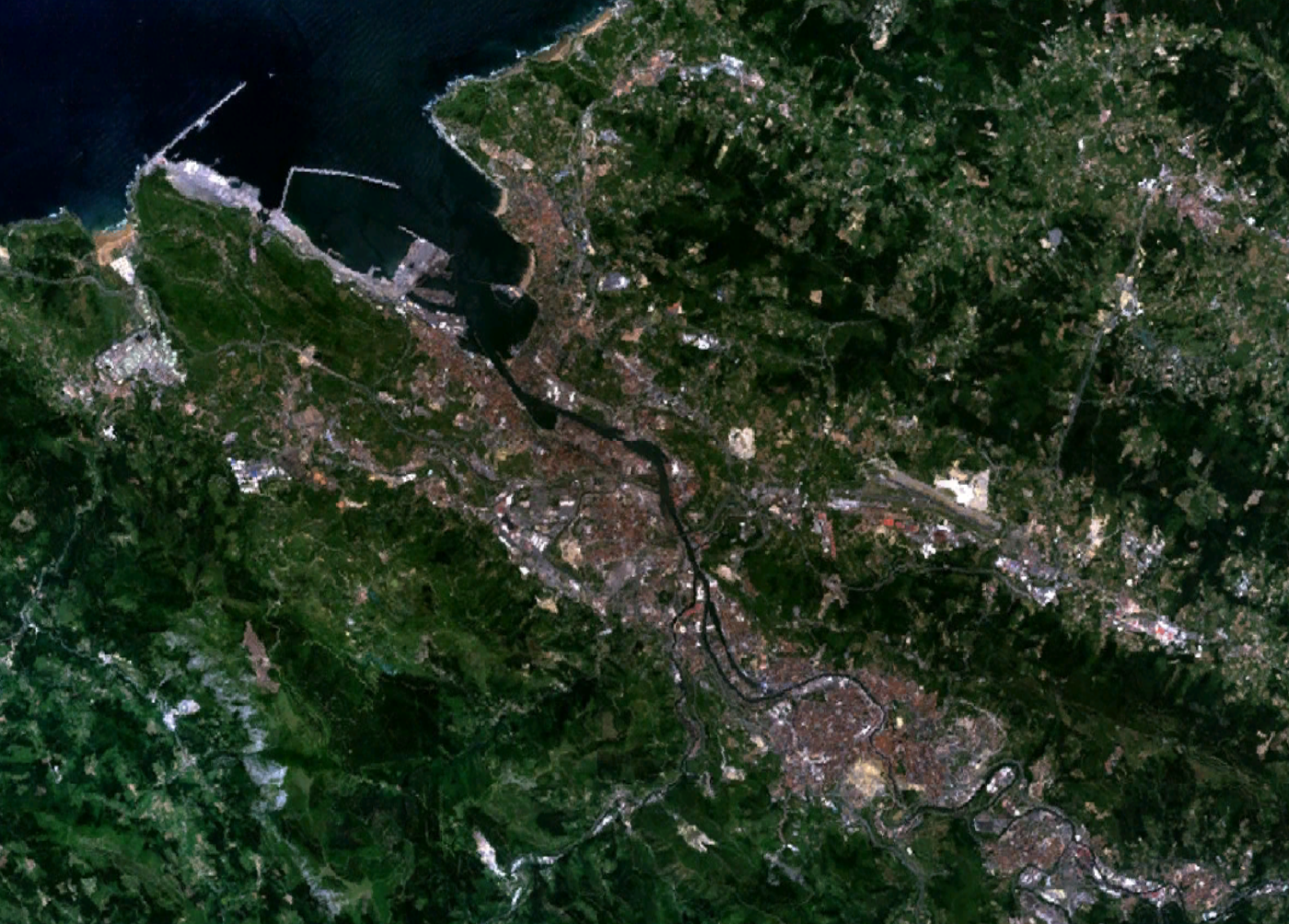
Confluencia, ría y desembocadura de Nervión e Ibaizábal. La confluencia aparece en la esquina inferior derecha.

El río Ibaizábal (en euskera: Ibaizabal) es un río de Vizcaya, en el País Vasco, en el norte de España. Recorre ese territorio de este a oeste siendo la principal cuenca del mismo, que abarca desde  los límites  Vizcaya con Guipúzcoa y Álava hasta la ría de Bilbao, donde confluye con las del Nervión que abarca desde los límites de Vizcaya con la provincia de Burgos. El Ibaizábal se forma en el barrio de Murueta, en Matiena, en el municipio de Abadiano por la confluencia de los ríos Zaldu erreka y Astolako erreka.
La denominación de "Ibaizabal" etimológicamente viene de los términos eúscaros   ibai que quiere decir  "río" y zabal que significa "ancho", por lo que sería "río ancho".

## Curso

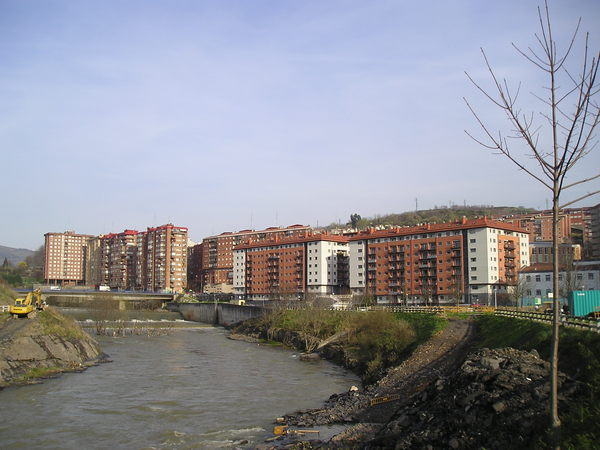
El Ibaizábal-Nervión por Santa Isabel (Arrigorriaga).

El río Ibaizábal recibe con propiedad ese nombre tras la confluencia, en la localidad abadiñotarra de Matiena, de los ríos ríos Zaldú, denominado también Zaldu erreka o Zaldua, procedente de Zaldívar y Bérriz, y el río Astolaerreka, o Astolako erreka, que se forma en el barrio abadiñotarra de Celayeta con la confluencia de los ríos Mendiola, procedente del barrio del mismo nombre, y Zumelegierreka, que  procedente de Elorrio y Achondo.  El Zaldú o Zaldúa recibe, poco antes de su encuentro con el Astolaerreka, al arroyo Arrierreka que baja desde el macizo del monte Oiz.
Algunos autores indican que el Ibaizábal se forma a partir de la unión del río Zumelegui y el río Arrázola, que se unen en el valle de Axpe Achondo, también hay quien nombra como Ibaizábal al río Zaldú.
Corre en dirección noroeste por el llamado Valle del Ibaizábal y atraviesa el Duranguesado. Confluye en Basauri con el Nervión, un río de similar caudal y longitud, y juntos corren en dirección noroeste. A la altura de Bilbao forman la ría de Bilbao (también llamada ría del Nervión o del Ibaizábal), que desemboca en el mar Cantábrico. En documentos antiguos, escritos datados en 1300 y dibujos de 1442, señalan al Ibaizábal como río principal que conforma la ría de Bilbao.[cita requerida]
En todo su recorrido, a excepción de su parte alta, sus orillas están altamente urbanizadas e industrializadas, principalmente con industrias metalúrgicas y químicas (papeleras) lo que deteriora la calidad de las aguas y altera los ecosistemas propios de sus orillas al verse encauzado y encajonado en muchos tramos de su cauce. Las reformas del saneamiento han mejorado mucho la calidad de sus aguas.

## Cuenca

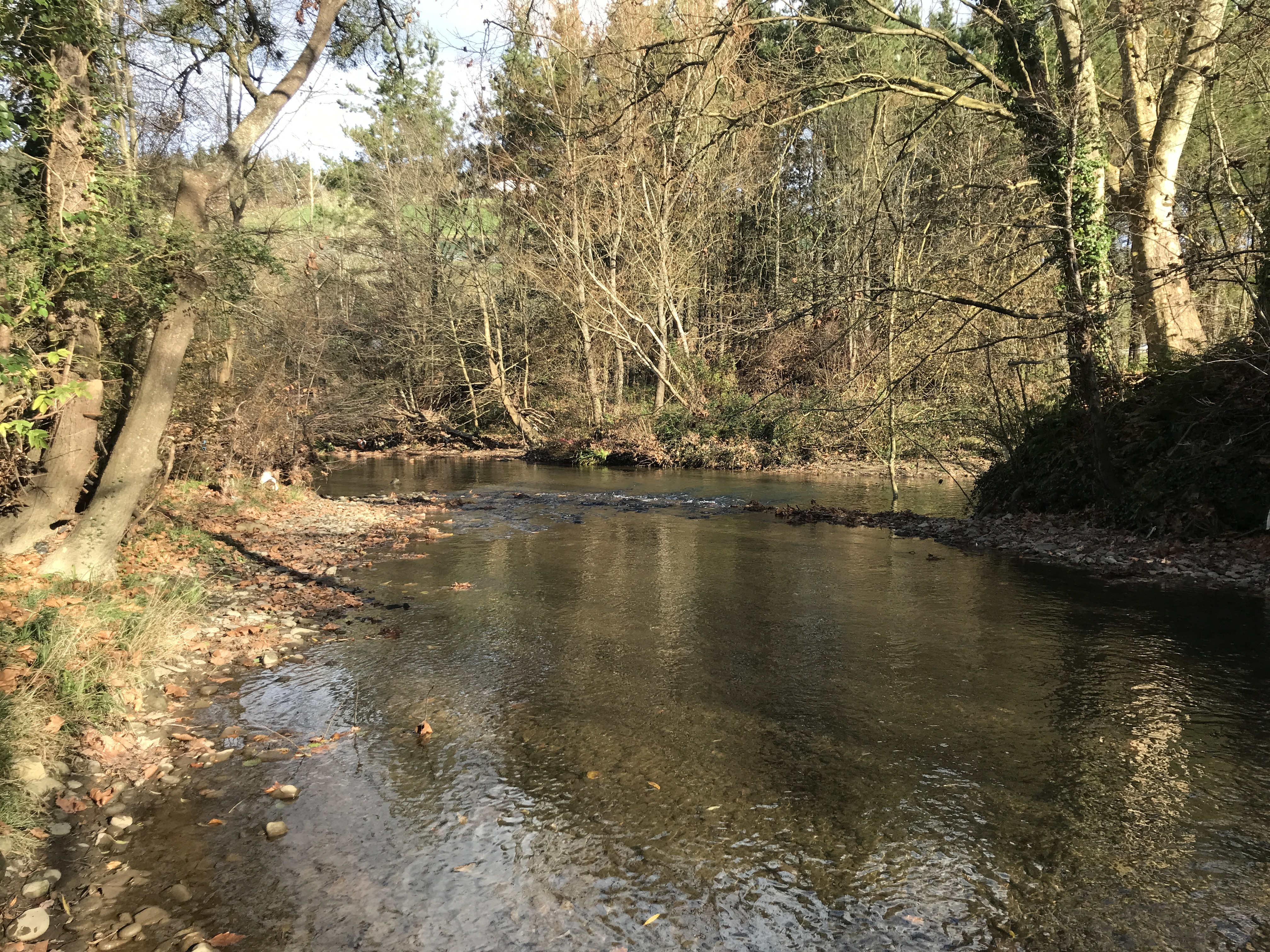
Formación del Ibaibábal por la confluencia del Zaldu erreka y Astolako erreka.

La cuenca del Ibaizábal está delimitada por las estribaciones del los montes Udalaitz y los pertenecientes la cordal del Anboto y Sierra de Aramoz por el lado sur, mientras que al norte se encuentra el monte Oiz, cerrándose por el este por el puerto de Areitio y Elgueta.
Corre de este a oeste hasta desembocar en el Cantábrico formando la ría de Bilbao, junto al río Nervión con quien se junta en Urbi, Basauri. Por lo que ocupa la zona centro-sur del territorio vizcaíno, aunque en su parte alta hay una pequeña aparte perteneciente al municipio alavés de Aramayona.
Se encaja entre la cuenca del río Deva al este, Lea, Artibai, Oca y Butrón al norte, Zadorra al sur y al oeste la desembocadura al Cantábrico, junto con el Nervión.
Las alturas de los montes que conforman este territorio no son especialmente elevadas, el mayor de ellos, el Anboto tiene 1.337 metros de altitud, y corona la parte sur, mientras que la norte está coronada por el Oiz con sus 1.026 metros de altura.
La cuenca del Ibaizábal tiene dos cabeceras, una en la parte alta del municipio de Zaldívar en Santamañazar a 500 metros de altitud, y la otra, que ha venido siendo la señalada más frecuentemente como su nacimiento, en las estribaciones de Udalaitz y Amboto por el collado que forma el puerto de Campázar. 
La unión de los ríos provenientes de estas cabeceras se realiza en Matiena, Abadiano, y es de allí donde el río recibe con propiedad el nombre de Ibaizábal.
Hasta la unión con el Nervión, la longitud del Ibaizábal es de 42 km si mantenemos su nacimiento en Zaldivar en Santamañazar a 500 metros de altitud, esta es una de las cabeceras, la otra es la ubicada en la parte de Elorrio, en la denominada cubeta de Elorrio al pie del Anboto. 
En el tramo medio el Ibaizábal recibe al río Arratia, que recoge las aguas de la vertiente norte del monte Gorbea y es su afluente principal.
- Cuenca:
  - 620 km² de cuenca del Ibaizábal hasta la confluencia con el Nervión.
  - 1900 km² de cuenca conjunta del Nervión, del Ibaizábal y de su unión.

## Afluentes
La cuenca del Ibaizábal está dividida en tres ramas:
Rama del Sureste
Recoge las aguas de las vertientes de los Intxortas, Udalaitz y Amboto que confluyen, los dos primeros, en Elorrio, dando lugar al río del mismo nombre, y luego en Apatamonasterio con el proveniente de la vertiente norte del Amboto y su cordal así como del Besaide y Memaya que se denomina Arrazola. 
Esta rama es la que proporciona mayor longitud al río, y por ello se viene denominando como rama principal.
Rama del Nordeste
Proveniente laderas occidentales del Mañazar en Zaldívar y cruzando Bérriz se crea el llamado río Zaldú, Zaldúa o Zaldu erreka.
Rama de Mañaria
El río Mañaria nace en las laderas norte de Urquiola y Saibigáin recogiendo los arroyos de Untzillaitz, Arrietabaso y Mugarra. Este río cruza Mañaria, Izurza y Durango donde se une a la corriente principal.
La parte central de la cuenca se van uniendo el Gerena, el Orobio y el Magunas antes de llegar a Amorebieta donde el Ibaizábal recibe al Larrea o Garaitondo. Aquí el río gira al sur y se encamina a Lemona donde va a recibir, por al izquierda, al río Arratia que llega del Gorbea después de juntarse tres arroyos en los caseríos de Undurraga en Ceanuri (donde se ha construido una presa que forma parte del sistema de distribución de agua potable de Bilbao y en la que se recibe aguas desde los pantanos alaveses de Ullibarri- Ganboa (Zadorra) y Santa Engracia que están en la cuenca mediterránea del País Vasco). El río Arratia recibe los arroyos que vienen de Altungana y al río Dima o Ubecha.
El río Ibaizábal es frecuentemente considerado el principal afluente del Nervión (por la derecha). Otros autores consideran que el Ibaizábal es el río principal, y que recibe a su principal afluente, el Nervión, por la izquierda. 
Los afluentes del Ibaizábal (antes de recibir los aportes del Nervión) son:
- Zumelegui (considerado a veces como el río principal).
- Río Altube.
- Río Arrazola.
- arroyo Mendiola en Abadiano.
- río Zaldúa.
  - Arrierreka.
- río Mañaria.
- arroyo de Oiz en Iurreta.
- arroyo de Orozqueta.
- arroyo de Bernagoitia.
- arroyo de Orobio.
- arroyo de Euba.
- arroyo de Larrabide.
- arroyo de Arzagana.
- arroyo de Larrea.
- Río Arratia, tras recibir los subafluentes:
  - arroyo de Alzusta.
  - arroyo de Ibarguen.
  - arroyo de Uribe.
  - arroyo de Arteaga.
  - río de Dima.
  - arroyo de Yurrebaso.
- arroyo de Bedia.
- río Larrabezúa.

Los afluentes de la Ría de Bilbao también adoptan la forma de pequeñas rías al desembocar. Son:
- Bolintxu.
- Río Cadagua, que recibe los subafluentes:
  - pantano y río Ordunte.
  - río Herrerías.
  - rio Llanteno-Ibalzívar.
  - rio Arceniega.
  - río Archola.
  - arroyo Otxaran.
  - arroyo Ganekogorta.
  - arroyo Nocedal.
  - arroyo Azordoyaga.
- río Asúa, que recibe los subafluentes:
  - arroyo de Derio.
  - arroyo de Lujua.
- Galindo, que recibe los subafluentes:
  - río Castaños.
  - arroyo Ballonti.
- río Gobelas, que recibe los subafluentes:
  - Eguzquiza.
  - Udondo.